# Fachada do Obradoiro

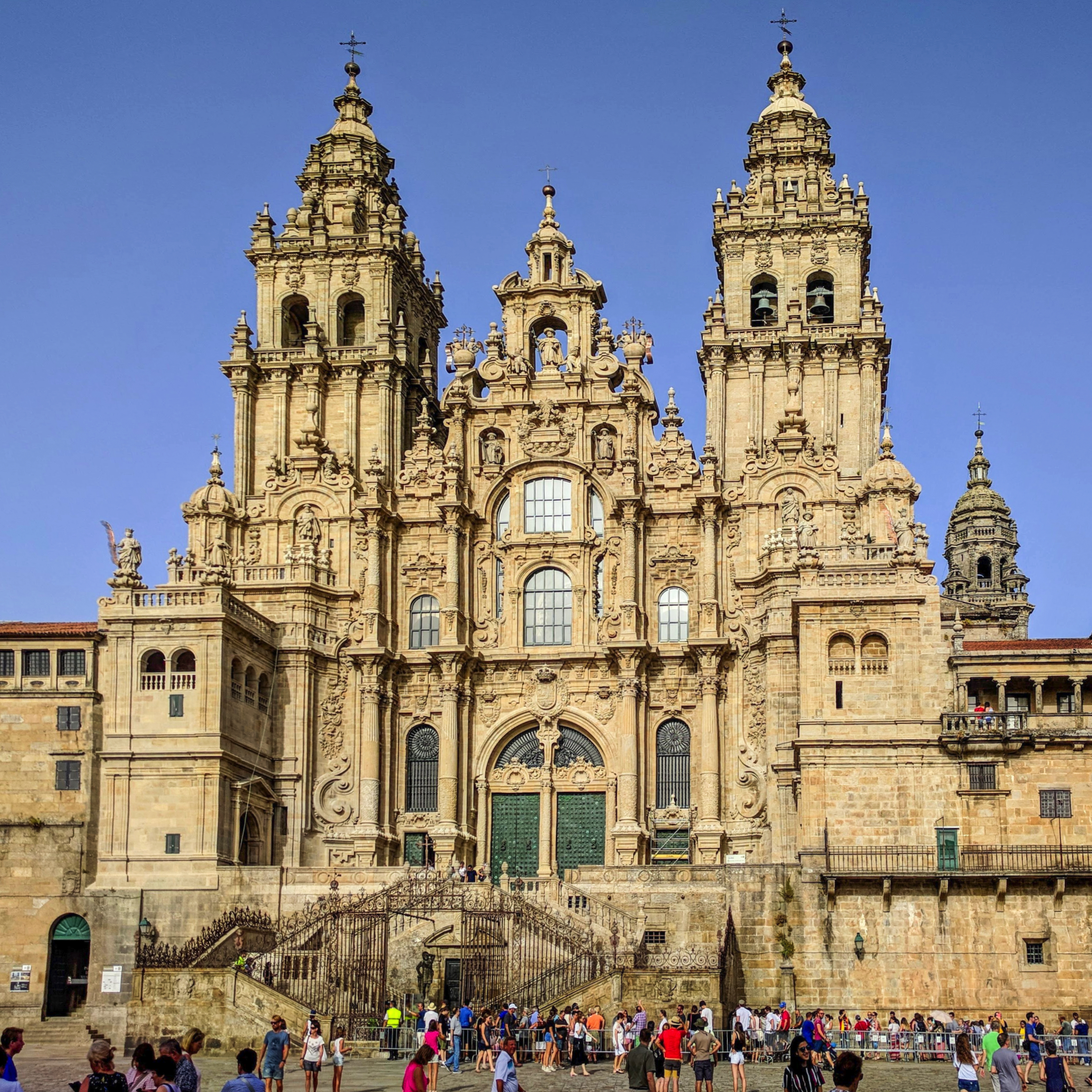
Vista exterior da fachada

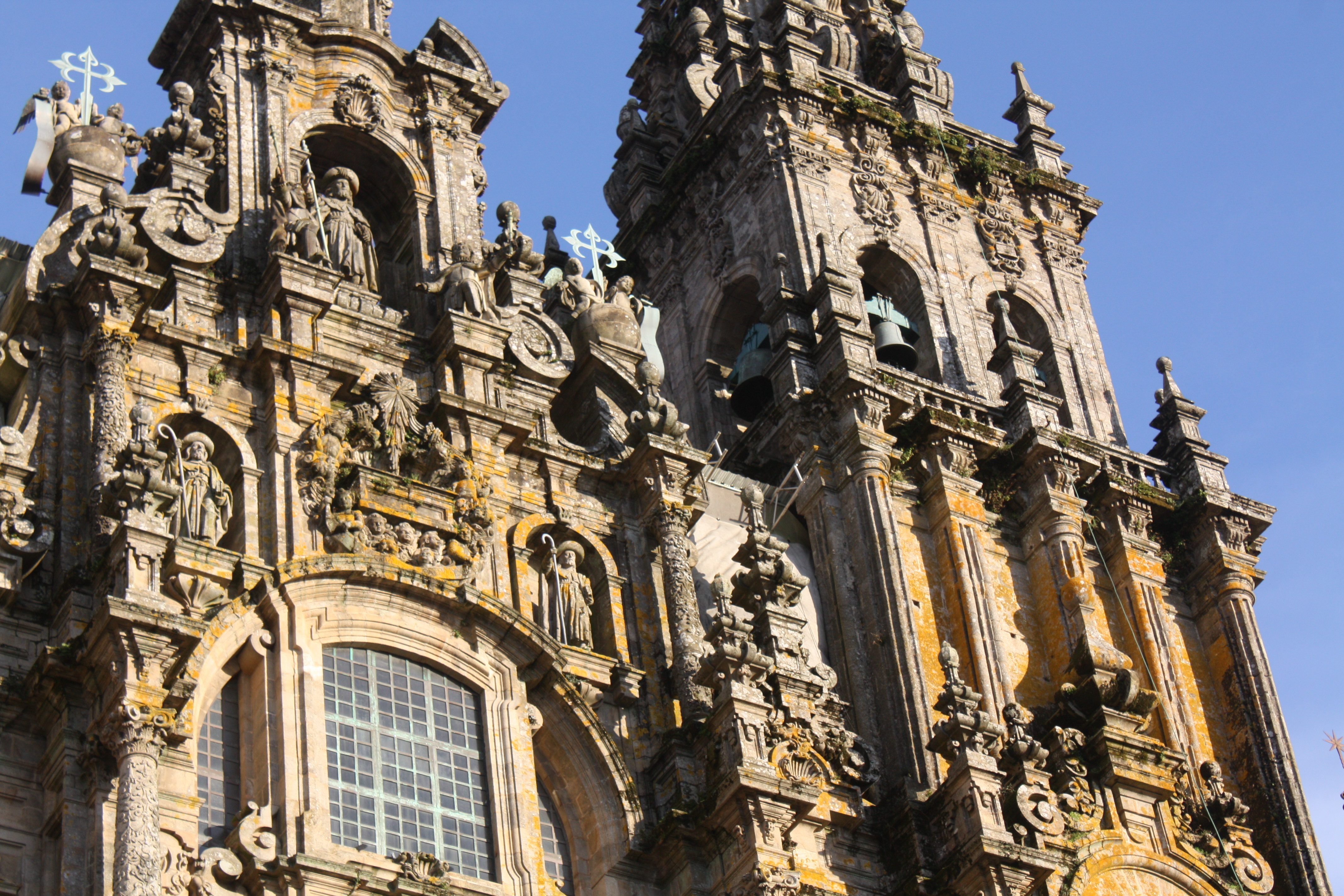
Detalhe do topo da parte central e torre sul

A fachada do Obradoiro é a fachada principal, orientada a ocidente, da Catedral de Santiago de Compostela. É o resultado de sucessivas modificações da construção original do século XII, feitas a partir dos séculos XVI e XVII e concluídas por Fernando de Casas Novoa entre 1738 e 1750.
A fachada converteu-se no símbolo da catedral e da cidade de Santiago de Compostela. Uma das provas da sua representatividade é o facto de figurar no reverso das moedas espanholas de um, dois e cinco cêntimos de euro.

## Construção
Quando o Mestre Mateus construiu o célebre Pórtico da Glória no século XII, a fachada da  era formada por três arcos (um central, maior, e dois laterais, mais pequenos) e fechada acima por duas torres quadrangulares, que hoje formam os corpos inferiores das torres atuais. A torre sul tinha sido reforçada nos séculos XV, XVI e XVII, e sobre ele ergueu José Peña de Toro a atual torre barroca no século XVII.
No século seguinte Casas Novoa construiu a fachada central, a torre sul e a galeria arcebispal, que funciona como contraforte abaixo da torre sul. As esculturas da fachada são obra de Gregorio Fernández, Antonio Vaamonde, Gambino, entre outros; a policromia é da autoria de García Bouzas.
As obras terminaram em fevereiro de 1750 e a fachada foi oficialmente inaugurada com grandes festejos. Casas Novoa tinha morrido em 25 de novembro do ano anterior e fora sepultado no interior da catedral, na Capela do Espírito Santo.

## Descrição

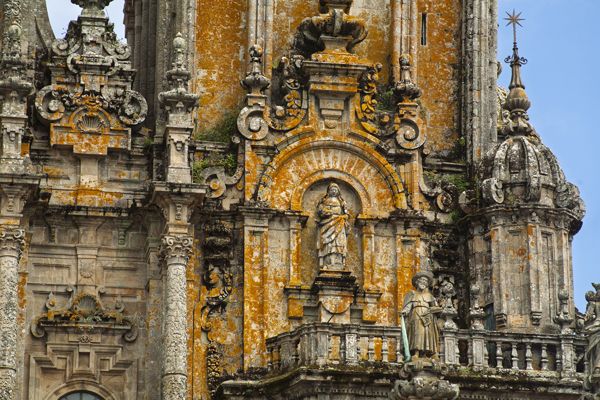
Maria Salomé, ao fondo, e Santiago Menor

A fachada consta de um corpo central e duas partes laterais e é flanqueada por duas altas torres chamada das Campás ("dos sinos", a sul) e da Carraca (a norte). O corpo central, ou espelho, estrutura-se verticalmente entre dois andares sem colunas. O primeiro andar é representado por um arco dividido por um mainel e duas grandes partes, que coincidem com os dois vãos do Pórtico da Glória Sobre elas há um tímpano de vidro. No segundo andar, outro grande arco acomoda duas grandes janelas envidraçadas que, com o tímpano abaixo delas, permitem a entrada de luz externa para iluminar o pórtico e as naves da igreja.
A fachada é encimada por um "gablete-campanário" onde há um nicho com a imagem do apóstolo Santiago vestido de peregrino e recebendo a homenagem de dois monarcas. Nos lados, há duas bolas com um par de anjos cada uma, segurando cruzes de Santiago. Debaixo do apóstolo, uma estrutura circular coroada por uma estrela (que representa as luminárias vistas pelo eremita Paio), contém uma urna na qual se encontrou o corpo de Santiago; o conjunto é rodeado por cabeças de anjos. Em ambos os lados há outros dois nichos com estátuas dos seus dois discípulos, Atanásio e Teodoro, também vestidos de peregrinos.
Na torre da direira há um nicho com a imagem de Maria Salomé, mãe de Santiago, e num nicho da torre da esquerda figura o pai, Zebedeu. Cada uma das torres assenta num contraforte, de planta retangular, ambos encimados por por uma balaustrada com as imagens de Santa Susana e São João Evangelista à esquerda e de Santa Bárbara e Santiago Menor à direita.
A união das torres com o corpo das torres é feita com estruturas côncavas com troféus do Apóstolo.

## Acesso

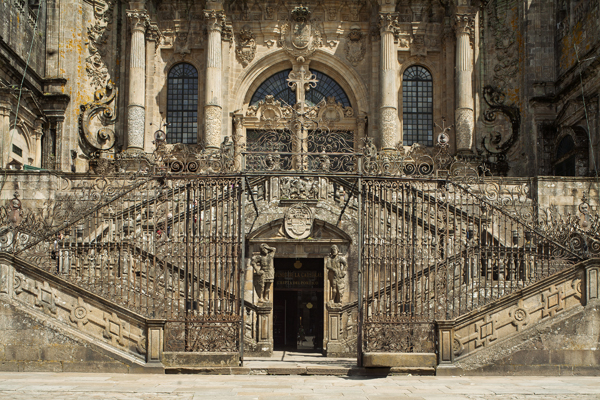
Escadaria

Para subir até à entrada da fachada existe uma escadaria dupla, obra do século XVII de Ginés Martínez em estilo renascentista, inspirada na de Giacomo Vignola no Palácio Farnese, em Roma, em forma de losango, com duas rampas que rodeiam a entrada para a antiga cripta românica, construída no século XII pelo Mestre Mateus e denominada popularmente como "catedral velha". Sobre a porta da cripta há um escudo do arcebispo Maximiliano da Áustria e, sobre ele, um relevo que representa o Apóstolo na batalha de Clavijo.
Sobre o balaústre da escadaria elevam-se as figuras dos reis David e Salomão, atribuídas ao Mestre Mateus. As escadas são fechadas por uma grade do século XVIII.